# Sphaeroma felix
Sphaeroma felix är en kräftdjursart som beskrevs av Lancaster 1902. Sphaeroma felix ingår i släktet Sphaeroma och familjen klotkräftor. Inga underarter finns listade i Catalogue of Life.